# Hoàng Cúc (diễn viên)
Hoàng Cúc là diễn viên kịch và điện ảnh nổi tiếng của Việt Nam, bà được biết đến qua vai diễn điện ảnh như Tám Bính trong Bỉ vỏ và Thủy trong Tướng về hưu. Bà được nhà nước phong tặng danh hiệu Nghệ sĩ Nhân dân.

## Tiểu sử
Hoàng Cúc tên đầy đủ là Hoàng Thị Cúc sinh ngày 06 tháng 07 năm 1957 tại thị xã Hưng Yên. Học hết phổ thông, Hoàng Cúc thi và trúng truyển khoa Thanh nhạc, Học viện Âm nhạc Quốc gia Việt Nam.

## Sự nghiệp
Trong lúc chờ nhập học, bà được đoàn nghệ thuật tỉnh Tuyên Quang vận động vào phục vụ biểu diễn sau đó có hai năm công tác tại đoàn nghệ thuật tỉnh này. Dù chuyên môn là thanh nhạc nhưng nghệ sĩ Hoàng Cúc ngoài biểu diễn ca hát còn còn kiêm thêm diễn kịch; nhiều đồng nghiệp lớn tuổi hơn trong đoàn khuyên bà theo nghiệp sân khấu vì tuổi nghề còn dài, có nhiều trải nghiệm thú vị. Hoàng Cúc liền nghe theo, bà bỏ thanh nhạc, đăng ký học khoa Kịch nói dài 4 năm tại trường Nghệ thuật Việt Bắc. Học xong, năm 1982 bà xin về Đoàn kịch Hà Nội, bởi bà mê mẩn vở “Âm mưu và tình yêu” của đoàn này. Vai diễn đầu tiên của là Sa-ghi-a, vai chính trong vở kịch “Người đàn bà sau tấm cửa sổ xanh”, ra mắt năm 1984. Trong buổi thử vai của các nghệ sĩ, bà đã xin đạo diễn Tạ Xuyên cho diễn thử, vị đạo diễn thấy bà diễn rất đạt nên đã chọn luôn vào vai chính, đóng cùng với các nghệ sĩ Hoàng Dũng, Minh Vượng, Minh Trang…
Bà từng được Hãng phim truyện Việt Nam mời đi đóng phim và nổi tiếng với vai Tám Bính qua bộ phim Bỉ vỏ; bà yêu thích điện ảnh đến mức từng bị kỷ luật vì bỏ đi đóng phim. Vai diễn Thủy trong bộ phim Tướng về hưu giúp bà giành giải Nữ diễn viên xuất sắc tại Liên hoan phim Việt Nam năm 1990, dù lễ trao giải năm đó bà không được mời đến dự.
Bà là Phó giám đốc Nhà hát Kịch Hà Nội từ 2001 đến 2012, bà đã tìm các kịch bản hay, dựng được những vở kịch thành công như Cát bụi (2004), vở Mắt phố (2009) đoạt huy chương vàng Hội diễn sân khấu toàn quốc tại Thành phố Hồ Chí Minh. Với vai trò giám khảo, bà từng đứng ra bảo vệ những nghệ sĩ cùng công tác tại nhà hát Kịch Hà Nội là Hoàng Dũng và Minh Hòa trong Liên hoan Sân khấu về hình tượng người chiến sĩ công an năm 2001, giúp các nghệ sĩ không bị "chèn ép" giành được Huy chương vàng.
Năm 2010, bà phát hiện mình bị ung thư gần đến giai đoạn ba và phải dành thời gian cho việc trị bệnh, bà nghỉ hưu vào năm 2012. Sau 10 năm vắng bóng trên màn ảnh và sân khấu, nghệ sĩ Hoàng Cúc đã trở lại và gây tiếng vang với vai bà mẹ chồng trong phim “Hoa hồng trên ngực trái” phát sóng năm 2019.

## Đời tư
Hoàng Cúc từng kết hôn khi còn khá trẻ và có một trai, không lâu sau bà ly hôn và hiện tại đang sống cùng vợ chồng người con trai. Năm 2018, Hoàng Cúc quyết định tái hôn ở tuổi 61.
Con trai bà là nhà báo Lê Hoàng Linh, biên tập viên của VTV và con dâu là diễn viên, MC Nguyễn Thùy Linh của Nhà hát Kịch Hà Nội.

## Sân khấu
- Thầy khóa làng tôi - vai vợ thầy khóa

- Mắt phố - vai Hoàng Quyên

- Lũy hoa - vai Liễu gái nhảy

- Vòng cung biển - vai bà Mơ

- Mùa hoa sữa - vai Ngân

- Tổ ấm chim cun cút

- Người đàn bà sau tấm cửa sổ xanh

- Tôi và chúng ta

- Nghĩ về mình

- Ăn mày dĩ vãng

- Em đẹp dần lên trong mắt anh[1]

- Nơi cuộc đời ẩn náu (Kỷ niệm 70 năm cách mạng tháng 10 Nga)[9]

- Cánh đồng cứu rỗi (độc thoại của của Vi Thùy Linh) 2012[10]

## Phim

### Điện ảnh
| Năm  | Phim                     | Vai diễn            | Đạo diễn                      | Ghi chú                                                |
| ---- | ------------------------ | ------------------- | ----------------------------- | ------------------------------------------------------ |
| 1983 | Hồi chuông màu da cam    | Thu Trang           | NSƯT Nguyễn Ngọc Trung        |                                                        |
| 1984 | Người tôi yêu            |                     |                               |                                                        |
| 1986 | Dòng sông khát vọng      | Hiền                | NSƯT Nguyễn Ngọc Trung        |                                                        |
| 1987 | Đằng sau cánh cửa        | Vợ Hoàng            | Anh Thái                      |                                                        |
| 1988 | Tướng về hưu             | Thủy                | NSND Nguyễn Khắc Lợi          | Theo truyện ngắn cùng tên của nhà văn Nguyễn Huy Thiệp |
| 1988 | Bỉ vỏ                    | Tám Bính            | NSND Lương Đức, NSND Vũ Lệ Mỹ | Dựa theo truyện ngắn Bỉ vỏ của Nguyên Hồng             |
| 1990 | Sa bẫy                   | Thảo                | NSƯT Lê Đức Tiến              |                                                        |
| 1990 | Kiếp phù du              | Dương Thị Ngọc Hoan | NSND Hải Ninh                 | phần sau của Đêm hội Long Trì                          |
| 1991 | Tình yêu bên bờ vực thẳm | Yến Xuân            | NSND Hải Ninh                 |                                                        |
| 1991 | Giông tố                 | Thị Kiểm            | Nguyễn Mạnh Lân               | Dựa theo tiểu thuyết Giông Tố của Vũ Trọng Phụng       |

### Truyền hình
| Năm  | Tựa phim                | Vai diễn | Đạo diễn            | Kênh | Nguồn |
| ---- | ----------------------- | -------- | ------------------- | ---- | ----- |
| 2009 | Phá vỡ im lặng          | Bà Nết   | Hoàng Nhuận Cầm     | VTV1 |       |
| 2019 | Hoa hồng trên ngực trái | Bà Hồng  | NSƯT Vũ Trường Khoa | VTV3 |       |

## Các giải thưởng[1]
| Năm  | Sự kiện                                           | Kết quả                    | Vai trò / Vai diễn | Tác phẩm           |
| ---- | ------------------------------------------------- | -------------------------- | ------------------ | ------------------ |
| 1985 | Hội diễn Sân khấu chuyên nghiệp toàn quốc         | Huy chương Vàng            | Thanh              | Tôi và chúng ta    |
| 1990 | Liên hoan phim Việt Nam                           | Nữ diễn viên xuất sắc nhất | Thủy               | Tướng về hưu       |
| 1997 | Hội Sân khấu Việt Nam                             | Giải A                     | Liễu "gái nhảy"    | Lũy Hoa            |
|      | Liên hoan Sân khấu Kịch Truyền hình               | Huy chương vàng            | Bà Mơ              | Vòng cung biển     |
| 2000 | Liên hoan Sân khấu Toàn quốc                      | Huy chương bạc             | Vợ thầy Khóa       | Thầy Khóa làng tôi |
| 2003 | Hội Nghệ sĩ Sân khấu Việt Nam                     | Giải A                     | Ngân               | Mùa hoa sữa        |
|      | Liên hoan Sân khấu chuyên nghiệp Toàn quốc        | Huy chương vàng            | Hoàng Quyên        | Mắt phố            |
| 2021 | Cuộc thi viết truyện ngắn Làng Việt thời hội nhập | Giải tư (#4)               | (Tác giả)          | Về nhà             |